# Плавунчики
Плавунчики (Haliplidae) — родина водних жуків. Включає понад 200 видів. Поширені у прісних водоймах по всьому світі.

## Опис
Дрібні жуки, завдовжки 1,5-5 мм. Тіло овальної форми. Забарвлення червонувато-коричневе з чорними плямами. Тазики задніх ніг з великими стегновими покришками. Основною морфологічною характеристикою є наявність великих бляшок у задніх коксах, які вони використовують для зберігання повітря, яким дихають під водою. Вусики 10-сегментні. Плавають за допомогою ніг, які не перетворилися на весла, як у плавунців.

## Спосіб життя
Живуть у різноманітних прісних водоймах. Добре літають та плавають. Живляться мікроскопічними водоростями, дрібними ракоподібними, червами, комариними яйцями. Яйця відкладаються на водних рослинах. Їхні личинки всмоктують водорості за допомогою вузькоспеціалізованих мандибул. Поглинають розчинений у воді кисень поверхнею тіла. Заляльковується у нірках на суші.